# 전보총국
전보총국(ITA; 중국어 정체자: 電政總局) 또는 제국 중국 전보국(ICTA)은 청나라 시대의 정부 통제 기업(특히 관도상판)으로 성쉬안화이의 감독을 받았다.
ITA는 1881년에 설립되었고, 그 후 빠르게 중국 전신 사업의 독점권을 획득했다.
1900년까지 ITA는 14,000마일의 전신선을 관리했으며, 지역 통제하에 있는 20,000마일을 추가로 감독했다. 같은 해, 난징시에서 시작된 초기 중국 전화망을 흡수했다.
1902년에 ITA는 손실을 보는 요금과 네트워크 확장을 허용하기 위해 또는 이익을 통제하기 위해 국유화되었다. ITA는 1906년에 새로 설립된 우전부에 흡수되었다. 국유화 이후 통제권은 성과 그의 정치적 라이벌인 탕사오이 사이에서 번갈아 가며 주어졌다.

## 같이 보기
- 청나라
- 양무운동
- 무술변법
- 중화인민공화국의 통신